# Atribut (filosofia)
L'atribut en filosofia és una forma, propietat o qualitat que manifesta un ens. En català es pot expressar l'atribut a través dels verbs ser, estar i semblar.

## L'ésser, l'atribut i el llenguatge
El verb «ser» o «ésser» en filosofia és considerat en la seva funció lingüística com sintaxi de copulació com una manifestació de la identitat del subjecte del qual es predica; com a expressió del fonament lògic en el coneixement de la realitat.
Quan diem «En Pere corre» es considera aquesta expressió com una atribució en el sentit de «En Pere és un ésser que corre». La riquesa específica del català, amb un sentit lògic vertaderament expressiu, que no tenen altres llengües, permet transformar aquest verb «ser» en «estar»: «En Pere corre → En Pere està corrent», manifestant-ne la identitat en un moment donat.
El problema sobre l'atribució ha canviat profundament de sentit en l'actualitat respecte de la filosofia tradicional. Avui el llenguatge té una consideració molt diferent del que ha estat la seva funció lògica a la filosofia tradicional.
Avui dia, l'oració simple enunciativa en el seu valor representatiu o denotatiu lògic es considera com una proposició lògica. La filosofia tradicional la considerava un judici categòric en sentit aristotèlic.

### La filosofia tradicional
La filosofia tradicional entenia que el llenguatge és l'expressió d'un coneixement d'allò real i, com expressió del coneixement, si aquest és vertader, l'expressió és vertadera. És la funció del llenguatge, com «manifestació de la veritat», que Aristòtil considerà com «llenguatge apofàntic».
L'atribut, segons la manera de pensar aristotèlica, és una qualitat de la substància i no merament un predicat gramatical del llenguatge. Per això no són el mateix els accidents que es prediquen de la substància com a subjecte de l'oració que els que se'n prediquen de l'essència.
No és el mateix predicar d'un triangle que els seus angles en sumen dos de rectes que dir que és de color vermell. No és el mateix dir que «En Pere és simpàtic» que dir que «és (està) cansat».
Als primers se'ls diu pròpiament atributs o «predicats per si mateixos», com els anomena Aristòtil.
Un mateix predicat, en uns casos, pot ser essencial i en d'altres no: «En Pere està blanc» (per un esglai), mentre que «La neu és blanca». En Pere canviarà de color quan ja no estigui esglaiat, però la neu sempre serà blanca.
Aquesta qüestió tingué una rellevància especial entre els escolàstics en la seva referència a Déu, car si bé a les criatures hi havia aquesta distinció entre essència i atributs, en Déu tal diferència no era possible, per la seva «simplicitat absoluta» en no poder haver-hi en Ell distinció o separació de parts.

### El racionalisme
Més importància en tingué l'ús que d'aquest terme feren els racionalistes, a causa de la noció de substància que conceberen i que definiren com «allò que no necessita d'una altra cosa per existir». Descartes i, sobretot, Spinoza consideraren que l'atribut era quelcom d'inseparable de l'essència del seu subjecte, oposant l'atribut al mode, entès aquest com a circumstancial.
Per als racionalistes, els atributs constituïen quelcom d'essencial unit a la substància de manera radical. Plantejaren, a més a més, que les substàncies havien quedat dividides de manera absoluta per dos atributs essencials: el pensament i l'extensió, entesa aquesta com a «cos material»; de manera tal que els altres predicats podien considerar-se amb prou feines com «accidents de la substància».
D'aquesta manera, el món de la consciència, com a subjectivitat, quedava radicalment separat del món de la matèria, concebut com extensió. Qüestió que, d'una banda, fundà el subjectivisme com a problema del coneixement, però alhora serví de fonament al mecanicisme, que tanta importància tingué en el desenvolupament de la física i de la ciència moderna.
El racionalisme ha d'entendre's també com una doctrina filosòfica la base del qual és l'omnipotència i la independència de la raó humana.

### El pensament actual
Avui dia, respecte de la filosofia tradicional, així com respecte del racionalisme, no es té una tal aspiració en el coneixement de la realitat. Es creu que això no és possible.
El nostre coneixement és interpretatiu i el llenguatge constitueix un «segon sistema de senyals». El concepte de veritat és considerat com una qüestió metalingüística.
Per això la dimensió filosòfica de l'atribut, com essència o senyal d'identitat, no té la importància que ha tingut al llarg de la història.
El pensament actual no planteja aquests problemes, o els considera falsos problemes, problemes metafísics. La funció del llenguatge en la seva dimensió denotativa no es pren en funció d'una relació dels termes subjecte i predicat en ordre a una atribució, sinó com interpretació d'un fet percebut en un context global de significat.
L'expressió lingüística com denotació d'un coneixement en la seva relació amb la realitat no es considera directa, per la qual cosa l'objectivitat del llenguatge necessita d'una mediació; una «hermenèutica» concreta de la situació en què es produeix l'expressió, per a la qual no és prou esclaridora la mera aplicació de les normes gramaticals d'una llengua.